# Jessie Rooke
Jessie Rooke, född 1845, död 1906, var en australiensisk kvinnorättsaktivist.
Hon var en av ledande figurerna i den lokala rösträttsrörelsen i Tasmanien.